# أرومة وعائية
الأرومة الوعائية (أو الخلية المكونة للأوعية) (بالإنجليزية: Angioblast)‏ هي النسيج الجنيني الذي تنشأ منه الأوعية الدموية. تظهر الأوعية الدموية أولاً في عدة مناطق وعائية متناثرة تتطور في وقتٍ واحد بين الأديم الباطن والأديم المتوسط في الكيس المحي، أي خارج جسم الجنين. أي أنَّ نوعًا جديدًا من الخلايا هو الأرومة الوعائية تتمايز من الأديم المتوسط.
هذه الخلايا التي تنقسم من كتل مخلوية صغيرة وكثيفة، سرعان ما تنضم إلى كتل مماثلة عن طريق عمليات دقيقة لتشكيل الضفائر.
الأرومات الوعائية هي أحد المنتجين المكونين من أرومات الأوعية الدموية (والآخر هو الخلايا الجذعية المكونة للدم متعددة القدرات).

## روابط خارجية
- رسم تخطيطي في uiowa.edu
- «تطوير نظام الأوعية الدموية»، في brown.edu
- مصادر بديلة للأرومات الوعائية